# Maksim Chizh
Maksim Chizh (tiếng Belarus: Максім Чыж; tiếng Nga: Максим Чиж; sinh 8 tháng 10 năm 1993) là một cầu thủ bóng đá Belarus. Tính đến năm 2018, anh thi đấu cho Dnepr Mogilev.

## Danh hiệu
Dinamo Brest
- Vô địch Cúp bóng đá Belarus: 2016–17